# Acanthocreagris granulata
Espèce
Synonymes
- Roncus granulatus Beier, 1939
- Roncus granulatus parvus Beier, 1939
- Roncus granulatus robustus Beier, 1939
- Roncus granulatus ventalloi Beier, 1939
- Microcreagris catalonica Beier, 1961

Acanthocreagris granulata est une espèce de pseudoscorpions de la famille des Neobisiidae.

## Distribution
Cette espèce est endémique de Catalogne en Espagne. Elle se rencontre dans des grottes de la province de Gérone.

## Liste des sous-espèces
Selon Pseudoscorpions of the World (version 3.0) :
- Acanthocreagris granulata granulata (Beier, 1939)
- Acanthocreagris granulata parva (Beier, 1939)
- Acanthocreagris granulata robusta (Beier, 1939)
- Acanthocreagris granulata ventalloi (Beier, 1939)

## Systématique et taxinomie
Cette espèce a été décrite sous le protonyme Roncus granulatus par Beier en 1939. Elle est placée dans le genre Microcreagris par Beier en 1961 puis dans le genre Acanthocreagris par Mahnert en 1976.

## Publication originale
- Beier, 1939 : Die Pseudoscorpioniden-Fauna der iberischen Halbinsel. Zoologische Jahrbücher, Abteilung für Systematik, Ökologie und Geographie der Tiere, vol. 72, p. 157-202.